# Ягодкина
Ягодкина — река в Восточной Сибири, по территории Красноярского края. Длина реки — 112 км, площадь водосборного бассейна насчитывает 1050 км². Впадает в Енисей по правому берегу, в 2201 км от устья.

## Данные водного реестра
По данным государственного водного реестра России относится к Енисейскому бассейновому округу. Код водного объекта в государственном водном реестре — 17010300512116100024801.